# ブリクストン
ブリクストン (Brixton) は、ロンドン南部のランベス・ロンドン特別区にある地区。アフリカ系移民が多く住んでいる。

## 交通
ロンドン地下鉄・ヴィクトリア線・ブリクストン駅（終点）

## 出身人物
- デヴィッド・ボウイ - シンガーソングライター。